# Dritëro Agolli
Dritëro Agolli, född den 13 oktober 1931 i Korça i Albanien, död den 3 februari 2017 i Tirana i Albanien, var en albansk lyriker och prosaist som utövat stort inflytande på samtidens albanska litteratur.
Dritëro Agolli föddes i en albansk bondefamilj i byn Menkulas i närheten av Korça, men fick sin skolgång 1948–52 i Gjirokastra. Agollis tidiga alster publicerades i tidningar 1947. 1952–57 studerade han litteraturvetenskap vid Leningrads universitet. Vid återvändandet arbetade han som journalist vid tidningen Zëri i Popullit under en femtonårsperiod. Tidiga författarframgångar uppnådde Agolli som poet. Han debuterade med Në rrugë dolla ('Jag gick ut på gatan', 1958), som tillsammans med de efterföljande diktsamlingarna Hapat e mija në asfalt ('Mina steg på asfalten', 1961) och Shtigje malesh dhe trotuare ('Bergsstigar och trottoarer', 1965) etablerade Agolli som en av de mest begåvade diktarna inom den unga albanska lyriken.
Från 1973 till 1992 var Agolli ordförande för Albaniens författarförbund. Han var också ledamot av Albaniens parlament mellan åren 1974 och 1998 och besökte i officiella sammanhang både Kina och Kongo-Brazzaville. 
Efter ha uppnått berömmelse som diktare under 1960-talet ägnade Agolli alltmer möda åt prosa på 1970-talet. Han förskaffade sig ett namn som prosaist med romanen Komisari Memo ('Kommissarie Memo', 1970), ofta sett i början som en novell. Hans andra prosaverk var Njeriu me top ('Mannen med kanonen', 1975), en konformistisk roman om partisansk heroism, vars popularitet främjades av det regerande Albaniens arbetarparti. Agollis tredje verk, den satiriska romanen Shkëlqimi dhe rënja e shokut Zylo ('Resning och nedgång för kamrat Zylo', 1973), uppnådde större popularitet och gav honom anspråk på berömdhet. Romanens huvudperson Zylo är anställd inom statsdepartementet, men som huvudman och människa är han flärdfull, donquijotisk och grotesk, vilket leder till hans undergång.